# Drápkovka
Drápkovka (Centradenia) je rod rostlin z čeledi melastomovité. Jsou to nízké byliny a polokeře s jednoduchými listy a drobnými, bílými nebo růžovými květy. Plodem je tobolka. Rod zahrnuje 4 druhy a je rozšířen v tropické Americe od Mexika po Kolumbii. Druh Centradenia floribunda je pěstován jako okrasná rostlina.

## Popis
Drápkovky jsou nízké jednoleté nebo vytrvalé byliny, případně polokeře s tenkými čtyřhrannými nebo čtyřkřídlými větévkami. Listy jsou jednoduché, vstřícné, krátce řapíkaté, s kopinatou a na bázi asymetrickou čepelí. Listy jsou na rubu výrazně bledé. Protistojné listy jsou často velmi nestejné. Květy jsou malé, bílé nebo růžové, čtyřčetné, uspořádané v chocholičnatých vrcholících. Češule je zvonkovitá, delší než cípy kalicha. Korunní lístky jsou obvejčité nebo okrouhlé. Tyčinek je 8. Semeník obsahuje 4 komůrky. Plodem je tobolka pukající 4 chlopněmi. Semena jsou drobná.

## Rozšíření
Rod drápkovka zahrnuje 4 druhy. Je rozšířen v tropické Americe of Mexika přes Střední Ameriku po západní Kolumbii.
Drápkovky rostou ve vlhkých horských lesích, na březích vodních toků a v křovinách v nadmořských výškách od 400 do 2500 metrů.

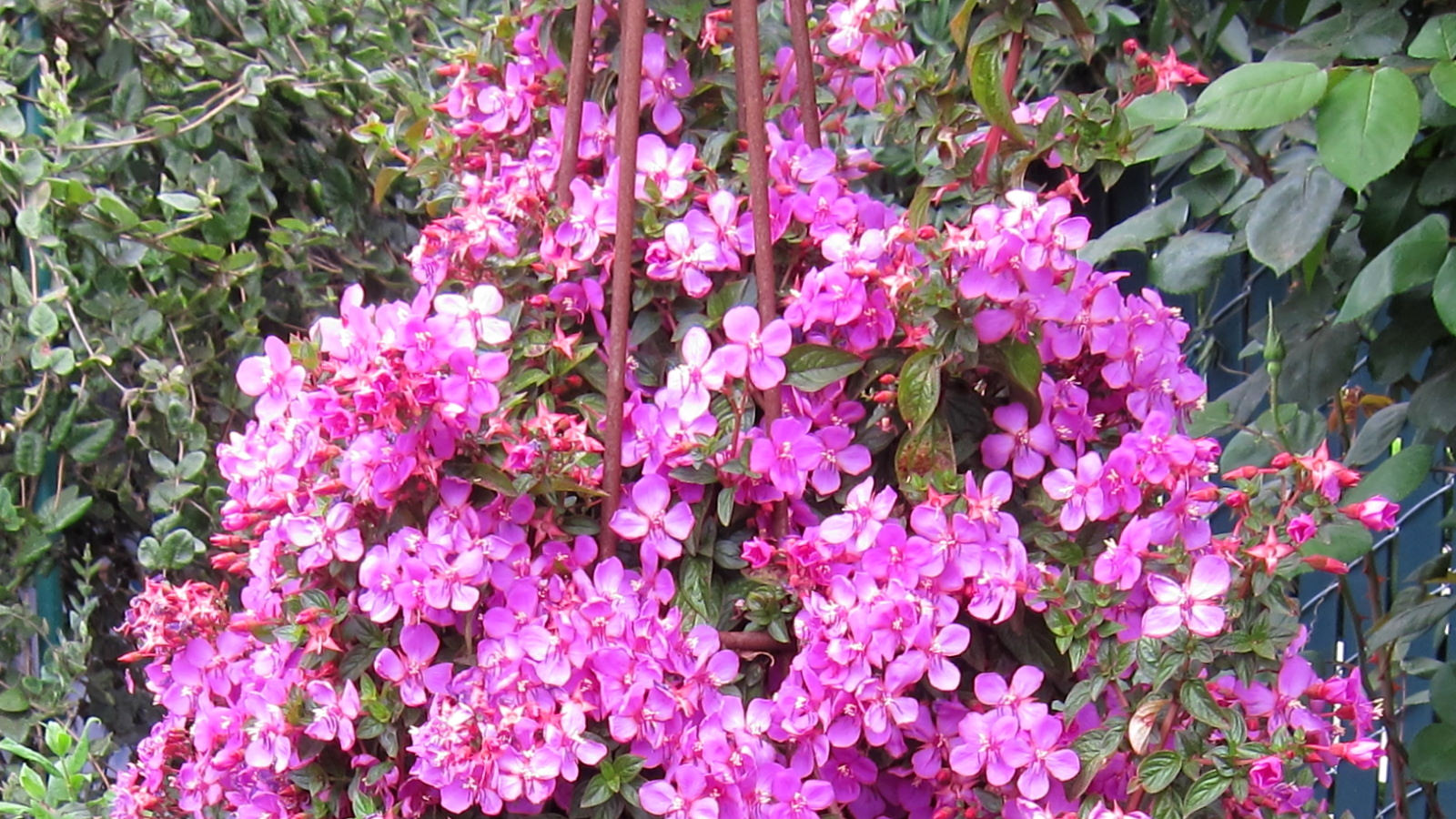
Bohatě kvetoucí Centradenia floribunda

## Význam
Drápkovka Centradenia floribunda je v pěstována jako okrasná rostlina. Lze ji jako letničku pěstovat i v České republice.